# 기저 (위상수학)
일반위상수학에서, 위상 공간의 기저(基底, 영어: base, basis)는 모든 열린집합을 합집합을 통해 생성할 수 있는 열린집합들이다. 많은 경우, 열린집합을 직접 정의하는 것보다 기저나 부분 기저를 통해 위상을 기술하는 것이 더 편리하다.

## 정의
집합 {\displaystyle X}에 대해, 다음 성질을 만족하는 {\displaystyle X}의 부분 집합들의 족 {\displaystyle {\mathcal {B}}\subseteq {\mathcal {P}}(X)}를 {\displaystyle X}의 기저라고 한다.
- {\displaystyle {\mathcal {B}}}는 {\displaystyle X}의 덮개이다. 즉, {\displaystyle \textstyle \bigcup {\mathcal {B}}=X}이다. 즉, 임의의 {\displaystyle x\in X}에 대하여 {\displaystyle x\in B}를 만족하는 {\displaystyle B\in {\mathcal {B}}}가 존재한다.
- 임의의 {\displaystyle B,B'\in {\mathcal {B}}}에 대하여, {\displaystyle B\cap B'}의 덮개를 이루는 {\displaystyle {\mathcal {S}}\subseteq {\mathcal {B}}}가 존재한다 (즉, {\displaystyle \textstyle B\cap B'=\bigcup {\mathcal {S}}}). 다시 말해, 임의의 {\displaystyle B,B'\in {\mathcal {B}}} 및 {\displaystyle x\in B\cap B'}에 대하여, {\displaystyle x\in B''\subseteq B\cap B'}인 {\displaystyle B''\in {\mathcal {B}}}가 존재한다.

이때 기저 {\displaystyle {\mathcal {B}}}에 의해 생성되는 위상 (열린집합들의 족) {\displaystyle {\mathcal {T}}\subseteq {\mathcal {P}}(X)}는 다음과 같다.
{\displaystyle {\mathcal {T}}=\left\{\bigcup {\mathcal {S}}\colon {\mathcal {S}}\subseteq {\mathcal {B}}\right\}}
즉, 기저 {\displaystyle {\mathcal {B}}}로 생성되는 위상 {\displaystyle {\mathcal {T}}}는 {\displaystyle {\mathcal {B}}}의 부분 집합들의 합집합들로 구성된다. 다시 말해, {\displaystyle X}의 부분 집합 {\displaystyle U\subseteq X}가 열린집합일 필요 충분 조건은, 임의의 {\displaystyle x\in U}에 대하여 {\displaystyle x\in B\subseteq U}를 만족하는 {\displaystyle B\in {\mathcal {B}}}가 존재하는 것이다.

### 부분 기저
집합 {\displaystyle X} 속의 임의의 집합족 {\displaystyle {\mathcal {S}}\subseteq {\mathcal {P}}(X)}가 주어졌다고 하자. 이때, {\displaystyle {\mathcal {S}}}로부터 생성되는 기저(영어: base generated by {\displaystyle {\mathcal {S}}}) {\displaystyle {\mathcal {B}}}는 다음과 같다.
{\displaystyle {\mathcal {B}}=\left\{\bigcap {\mathcal {F}}\colon {\mathcal {F}}\subseteq {\mathcal {S}},\;|{\mathcal {F}}|<\aleph _{0}\right\}}
즉, {\displaystyle {\mathcal {S}}}로부터 생성되는 기저는 {\displaystyle {\mathcal {S}}}의 유한 교집합들로 구성된다. 이때 {\displaystyle {\mathcal {S}}}를 {\displaystyle {\mathcal {B}}}의 부분 기저(部分基底, subbase/subbasis)라 한다.

## 성질
위상 공간의 기저는 유일하지 않다. 예를 들어, 실수 집합의 위상 공간에 대응하는 기저는 열린구간들이 될 수 있고, 혹은 끝점이 유리수인 열린구간들이나 반대로 끝점이 무리수인 열린구간들도 기저가 될 수 있다.

## 예

### 비이산 위상
비이산 공간 {\displaystyle X}은 {\displaystyle \{X\}}을 기저로 하며, 이 기저는 공집합을 부분 기저로 한다.

### 이산 위상
이산 공간 {\displaystyle X}은 한원소 집합들의 족 {\displaystyle \{\{x\}\colon x\in X\}}을 기저로 한다.

### 거리 위상
거리 공간 {\displaystyle X}은 (거리 위상을 부여하면) 열린 공들의 족
{\displaystyle \{B_{r}(x)\colon r>0,\;x\in X\}}
을 기저로 한다. 또한 반지름이 유리수인 열린 공들의 족
{\displaystyle \{B_{r}(x)\colon r\in \mathbb {Q} ^{+},\;x\in X\}}
역시 이 위상의 기저이다. 이처럼 위상 공간의 기저는 유일하지 않다.

### 순서 위상
전순서 집합 {\displaystyle X}은 (순서 위상을 부여하면) 열린구간들의 족
{\displaystyle \{(a,b),(a,\infty ),(-\infty ,a)\colon a,b\in X\}}
을 기저로 한다. 또한 이 기저는 끝점에 무한대를 포함하는 열린구간들의 족
{\displaystyle \{(a,\infty ),(-\infty ,a)\colon a\in X\}}
을 부분 기저로 한다.

## 같이 보기
- 근방 필터